# Li Jia
Li Jia (Chinees: 李佳; Jinzhou, Liaoning, 4 mei 1981) is een voormalig Chinees professioneel tafeltennisster.
Met Li Ju won ze brons in het vrouwen dubbelspel op de wereldkampioenschappen 2003.